# Enrique Figuerola
Enrique Figuerola Camue, född 15 juli 1938 i Santiago de Cuba, är en före detta kubansk friidrottare.
Figuerola blev olympisk silvermedaljör på 100 meter vid sommarspelen 1964 i Tokyo.